# Перуцо (Сијена)
Перуцо је насеље у Италији у округу Сијена, региону Тоскана.
Према процени из 2011. у насељу је живело 83 становника. Насеље се налази на надморској висини од 254 м.